# Djibuti nos Jogos Olímpicos de Verão de 2000
Djibuti participou dos Jogos Olímpicos de Verão de 2000 realizado na cidade de Sydney, na Austrália.